# Grimorio di Armadel
Il Grimorio di Armadel è un grimorio cristiano minore apparso nel 1625, tradotto in seguito da Samuel Liddell MacGregor Mathers. Il grimorio è un libro di magia che tratta dell'evocazione di spiriti, e di come questi possano essere messi a disposizione di colui che li evoca.
Il manoscritto fu pubblicato nel 1625 con il titolo LIBER ARMADEL SEU TOTIUS CABALAE PERFECTISSIMA BREVISSIMA ET INFALLIBILIS SCIENTIA TAM SPECULATIVA QUAM PRATIQUA ed è attualmente conservato presso la Bibliothèque de l'Arsenal di Parigi.
Solo nel 1890 MacGregor Mathers lo tradusse in lingua inglese; dal 1992 è disponibile anche nell'edizione italiana.